# Finales de la NBA de 2013
Las Finales de la NBA de 2013 fueron las series definitivas de los playoffs del 2013 y supusieron la conclusión de la temporada 2012-13 de la NBA. El título lo disputaron, al mejor de siete partidos, San Antonio Spurs por la Conferencia Oeste y Miami Heat por la Conferencia Este. Tras tener que llegar al séptimo y definitivo partido de la serie, Miami Heat se hizo con su tercer campeonato, segundo consecutivo.

## Enfrentamientos Previos en Temporada Regular
| Reportaje   | Fecha      | Equipos                      | Resultado | Lugar                                      |
| ----------- | ---------- | ---------------------------- | --------- | ------------------------------------------ |
| Reportaje 1 | 29/11/2012 | Miami Heat-San Antonio Spurs | 105-100   | AmericanAirlines Arena, en Miami (Florida) |
| Reportaje 2 | 31/03/2013 | San Antonio Spurs-Miami Heat | 86-88     | AT&T Center, en San Antonio (Texas)        |

## Camino hacia la Final de la NBA
La trayectoria en las eliminatorias de playoffs de ambos equipos ha sido: 
|       | Equipo            | 1ª Ronda                       | Semifinal de Conferencia          | Final de Conferencia          |
| ----- | ----------------- | ------------------------------ | --------------------------------- | ----------------------------- |
| OESTE | San Antonio Spurs | Ganó a Los Angeles Lakers, 4-0 | Ganó a Golden State Warriors, 4-2 | Ganó a Memphis Grizzlies, 4-0 |
| ESTE  | Miami Heat        | Ganó a Milwaukee Bucks, 4-0    | Ganó a Chicago Bulls, 4-1         | Ganó a Indiana Pacers, 4-3    |

## Partidos de la Final

### Partido 1
| 6 de junio | San Antonio Spurs                                       | 92–88                                 | Miami Heat                                                   | |  |
| 9:00 p. m. | Parciales: 23-24, 26-28, 20-20, 23-16                   | Parciales: 23-24, 26-28, 20-20, 23-16 | Parciales: 23-24, 26-28, 20-20, 23-16                        | |  |
|            | Estadísticas Tony Parker 21 Tim Duncan 14 Tony Parker 6 | Reporte Pts Reb Asts                  | Estadísticas LeBron James 18 LeBron James 18 LeBron James 10 | Pabellón: American Airlines Arena, Miami, Florida Asistencia: 19775 espectadores Árbitros: Tony Brothers, Monty McCutchen, Jason Phillips Televisión: ABC |  |

### Partido 2
| 9 de junio | San Antonio Spurs                                          | 84–103                                | Miami Heat                                                  | |  |
| 8:00 p. m. | Parciales: 22-22, 23-28, 20-25, 19-28                      | Parciales: 22-22, 23-28, 20-25, 19-28 | Parciales: 22-22, 23-28, 20-25, 19-28                       | |  |
|            | Estadísticas Danny Green 17 Kawhi Leonard 14 Tony Parker 5 | Reporte Pts Reb Asts                  | Estadísticas Mario Chalmers 19 Chris Bosh 10 LeBron James 7 | Pabellón: American Airlines Arena, Miami, Florida Asistencia: 19900 espectadores Árbitros: Joe Crawford, Ed Malloy, Ken Mauer Televisión: ABC |  |

### Partido 3
| 11 de junio | Miami Heat                                                              | 77–113                                | San Antonio Spurs                                       | |  |
| 9:00 p. m.  | Parciales: 20-24, 24-26, 19-28, 14-35                                   | Parciales: 20-24, 24-26, 19-28, 14-35 | Parciales: 20-24, 24-26, 19-28, 14-35                   | |  |
|             | Estadísticas Dwyane Wade 16 LeBron James 11 LeBron James, Dwyane Wade 5 | Reporte Pts Reb Asts                  | Estadísticas Danny Green 27 Tim Duncan 14 Tony Parker 7 | Pabellón: AT&T Center, San Antonio, Texas Asistencia: 18581 espectadores Árbitros: James Capers, Dan Crawford, Marc Davis Televisión: ABC |  |

### Partido 4
| 13 de junio | Miami Heat                            | 109–93                                | San Antonio Spurs                     |                                                           |  |
| 9:00 p. m.  | Parciales: 29-26, 20-23, 32-27, 28-17 | Parciales: 29-26, 20-23, 32-27, 28-17 | Parciales: 29-26, 20-23, 32-27, 28-17 |                                                           |  |
|             | Estadísticas LeBron James 33          | Reporte Pts                           |                                       | Pabellón: AT&T Center, San Antonio, Texas Televisión: ABC |  |

### Partido 5
| 16 de junio | Miami Heat                                                 | 104–114                               | San Antonio Spurs                                          | |  |
| 8:00 p. m.  | Parciales: 19-32, 33-29, 23-26, 29-27                      | Parciales: 19-32, 33-29, 23-26, 29-27 | Parciales: 19-32, 33-29, 23-26, 29-27                      | |  |
|             | Estadísticas James, Wade, 25 James, Bosh, 6 Dwyane Wade 10 | Reporte Pts Reb Asts                  | Estadísticas Tony Parker 26 Tim Duncan 12 Manu Ginóbili 10 | Pabellón: AT&T Center, San Antonio, Texas Asistencia: 18,581 espectadores Árbitros: Monty McCutchen, Tony Brothers, Ed Malloy Televisión: ABC |  |

### Partido 6
| June 18    | San Antonio Spurs                                      | 100–103                                           | Miami Heat                                                 | |  |
| 9:00 p. m. | Parciales: 25-27, 25-17, 25-21, 20-30 (T.E.: 5-8)      | Parciales: 25-27, 25-17, 25-21, 20-30 (T.E.: 5-8) | Parciales: 25-27, 25-17, 25-21, 20-30 (T.E.: 5-8)          | |  |
|            | Estadísticas Tim Duncan 30 Tim Duncan 17 Tony Parker 8 | Reporte Pts Reb Asts                              | Estadísticas LeBron James 32 Chris Bosh 11 LeBron James 11 | Pabellón: American Airlines Arena, Miami, Florida Asistencia: 19,900 espectadores Árbitros: Joe Crawford, Mike Callahan, Ken Mauer Televisión: ABC |  |

### Partido 7
| 20 de junio | San Antonio Spurs                                           | 88–95                                 | Miami Heat                                                       | |  |
| 9:00 p. m.  | Parciales: 16-18, 28-28, 27-26, 17-23                       | Parciales: 16-18, 28-28, 27-26, 17-23 | Parciales: 16-18, 28-28, 27-26, 17-23                            | |  |
|             | Estadísticas Tim Duncan 24 Kawhi Leonard 16 Manu Ginóbili 5 | Reporte Pts Reb Asts                  | Estadísticas LeBron James 37 LeBron James 12 Allen, James 4 each | Pabellón: American Airlines Arena, Miami, Florida Asistencia: 19,900 espectadores Árbitros: Dan Crawford, Scott Foster, Monty McCutchen Televisión: ABC |  |